# División de Honor femenina de waterpolo 2019-20
La División de Honor femenina de waterpolo 2019-20 es la 33.ª edición de la  máxima categoría femenina de waterpolo. El torneo es organizado por la Real Federación Española de Natación. El CN Sabadell es el vigente campeón de la competición.

## Desarrollo
El 12 de marzo de 2020 se dio por suspendida la competición debido a la pandemia de enfermedad por coronavirus.
El 23 de mayo, la Real Federación Española de Natación resolvió la clasificación final de las ligas de waterpolo. Otorgó el campeonato al equipo que figuraba en primera posición en el momento de la suspensión, el C.N. Mataró La Sirena. También se decidió que no hubiese descensos de categoría, pero sí ascensos.

## Equipos participantes
- C.N. Sant Feliu
- C.N. Sabadell
- C.N. Mataró La Sirena
- C.N. Sant Andreu
- C.N. Rubí
- CE Mediterrani
- C.N. Terrasa
- CN Madrid Moscardó
- Escuela Waterpolo Zaragoza
- CDN Boadilla

## Clasificación
|                                                                    | Equipo                     | Puntos | J  | G  | E | P  | GF  | GC  | DG  |
| ------------------------------------------------------------------ | -------------------------- | ------ | -- | -- | - | -- | --- | --- | --- |
| 1                                                                  | C.N. MATARO                | 36     | 13 | 12 | 0 | 1  | 190 | 92  | 98  |
| 2                                                                  | C.E. MEDITERRANI           | 33     | 13 | 11 | 0 | 2  | 173 | 108 | 65  |
| 3                                                                  | ASTRALPOOL C.N. SABADELL   | 30     | 13 | 10 | 0 | 3  | 195 | 110 | 85  |
| 4                                                                  | C.N. SANT ANDREU           | 25     | 13 | 8  | 1 | 4  | 124 | 123 | 1   |
| 5                                                                  | C.N. TERRASSA              | 24     | 13 | 8  | 0 | 5  | 152 | 113 | 39  |
| 6                                                                  | C.D.N. BOADILLA            | 16     | 13 | 5  | 1 | 7  | 113 | 155 | -42 |
| 7                                                                  | C.N. RUBI                  | 12     | 13 | 4  | 0 | 9  | 119 | 156 | -37 |
| 8                                                                  | C.N. SANT FELIU            | 11     | 13 | 3  | 2 | 8  | 113 | 167 | -54 |
| 9                                                                  | C.N. CATALUNYA             | 4      | 13 | 1  | 1 | 11 | 99  | 167 | -68 |
| 10                                                                 | Escuela Waterpolo Zaragoza | 1      | 13 | 0  | 1 | 12 | 81  | 168 | -87 |
| Fuente: Federación Española de Natación (actualización automática) |                            |        |    |    |   |    |     |     |     |